# Бентли (Канзас)
Бентли (енгл. Bentley) град је у америчкој савезној држави Канзас.

## Демографија
По попису из 2010. године број становника је 530, што је 162 (44,0%) становника више него 2000. године.
| Група             | 2000.       | 2010.       |
| Белци             | 348 (94,6%) | 462 (87,2%) |
| Афроамериканци    | 0 (0,0%)    | 5 (0,9%)    |
| Азијати           | 1 (0,3%)    | 4 (0,8%)    |
| Хиспаноамериканци | 12 (3,3%)   | 38 (7,2%)   |
| Укупно            | 368         | 530         |